# Rubbelkrepp
Rubbelkrepp ist eine Maskierflüssigkeit, mit der in der Malerei Bildteile, die unbemalt bleiben sollen, auf Aquarell- oder Zeichenpapier abgedeckt (maskiert) werden. Es handelt sich dabei um eine milchig-weiße oder eingefärbte Flüssigkeit, die nach dem Trocknen durchsichtig wird und sich dann rückstandsfrei entfernen ("abrubbeln") lässt. Hierzu bringt man erst das Rubbelkrepp auf, nach einer kurzen Trocknungszeit werden die Farben darüber aufgetragen. Nachdem auch diese getrocknet sind, wird die maskierte Stelle wieder freigelegt. Rubbelkrepp lässt sich mit einem Pinsel, Wattestäbchen oder Schreibfedern auftragen. Außerdem sind spezielle Maskierstifte erhältlich, die eine besonders präzise Applikation ermöglichen. 
Neben Rubbelkrepp werden auch permanente Maskierflüssigkeiten, die auf dem Bild verbleiben, und Montagekleber wie Fixogum verwendet.